# Solaura
Solaura (en francès Soulaures) és un municipi francès situat al departament de la Dordonya i a la regió de la Nova Aquitània.

## Demografia
| 1962                                       | 1968 | 1975 | 1982 | 1990 | 1999 | 2007 |
| ------------------------------------------ | ---- | ---- | ---- | ---- | ---- | ---- |
| 88                                         | 85   | 80   | 76   | 72   | 77   | 91   |
| Des de 1962: població sense dobles comptes |      |      |      |      |      |      |

## Administració
| Període   | Identitat            | Partit |
| --------- | -------------------- | ------ |
| 1977-2008 | Jean-Claude Valadier |        |
| 2008-     | Laurence Pistore     |        |